# Terrex

El Terrex es un vehículo blindado de combate desarrollado por "ST Engineering" y "Timoney Technologies Ltd." Su variante turca, el "Yavuz", es construido por el fabricante turco Otokar junto con ST Kinetics (una filial de ST Engineering).

## Historia y desarrollo
El AV-82 fue un desarrollo entre las firmas Singapore Technologies Kinetics. Todos los vehículos fueron pensados para poseer tracción 8 × 8 y ser blindados, los cuales habían sido originalmente sido un desarrollo conjunto con la firma irlandesa, Timoney Technology Limited como un vehículo de exportación, la que luego construyó un prototipo (STK), el cual fue sometido a pruebas de desempeño en Singapur, pasándolas satisfactoriamente. Singapore Technologies Kinetics y la firma turca Otokar luego firmarían en el 2003 mediante un acuerdo intergubernamental para desarrollar un segundo prototipo en Singapur, pero fue construido en Turquía bajo la designación "AV-82 Yavuz".
El primer prototipo completado hizo una serie de ensayos de movilidad de más de 16 000 kilómetros (9942 mi) kilómetros de extensión. Luego una serie de modificaciones fueron hechas para que el segundo prototipo, con unos recorridos de prueba de más de 10 000 kilómetros (6214 mi) en una serie de ensayos hechos en Singapur y una segunda serie de pruebas que tuvo una extensión de 3800 kilómetros (2361 mi), se hizo en Turquía, así como las pruebas de trayectos anfibios fueron practicadas para verificar su inmergibilidad, e incluso se consiguió un paso sobre minas en explosión que demostró la dureza de su protección. Esto atrajo la atención de las fuerzas militares de Singapur, que le proporcionaron los fondos a su firma local para el desarrollo de lo que hoy se conoce como el Terrex (en Turquía AV-82) en las SAF.
"Singapore Technologies Kinetics" ha recibido un pedido inicial de las SAF por 135 vehículos, los que se cree serían suficientes para equipar a tres batallones de infantería (con 45 vehículos cada uno). La producción formal se inició en septiembre de 2009, se espera que el contrato se esté terminado a mediados del año 2011. El vehículo hace parte de la 4 ª generación de vehículo de combate de infantería sobre ruedas, y esta acepción es dada a aquellos que cuentan con un diseño modular, lo que les permite en un mismo chasis el disponer de muchas variantes como la versión anti-carro (con un cañón de calibre 105 mm), la cual STK está desarrollando actualmente. No está claro todo lo que tiene que ver en cuanto a la situación de la producción de la firma de Otokar y la variante turca del Terrex VCI, el "Yavuz AV-82".

## Características
Su peso es de unas 25 a 30 toneladas, su tracción es 8x8, y el diseño es de un chasis de tipo modular. Puede soportar múltiples configuraciones con diferentes tipos de armamento, las que incluyen dos estaciones de armas controladas remotamente, un sistema cazacarros y una variante para operaciones ABQ.

## Variantes
- Vehículo blindado de Comando
- Transporte blindado de personal (TBP)
- Variante con torreta y cañón de 105 mm
- Variante con torreta y cañón de 40 mm
- Vehículo de transporte de mortero
- Vehículo blindado de recuperación (VBR)
- Ambulancia blindada / Variante de evacuación médica (MEDEVAC)

## Usuarios
- Singapur - 135 Unidades actualmente.[4]
- Turquía - 500 Unidades, designación local AV-82 "Yavuz".[2]